# Zanna tenebrosa
Zanna tenebrosa är en insektsart som först beskrevs av Fabricius 1775.  Zanna tenebrosa ingår i släktet Zanna och familjen lyktstritar.
Artens utbredningsområde är Madagaskar. Inga underarter finns listade i Catalogue of Life.